# 西班牙體育

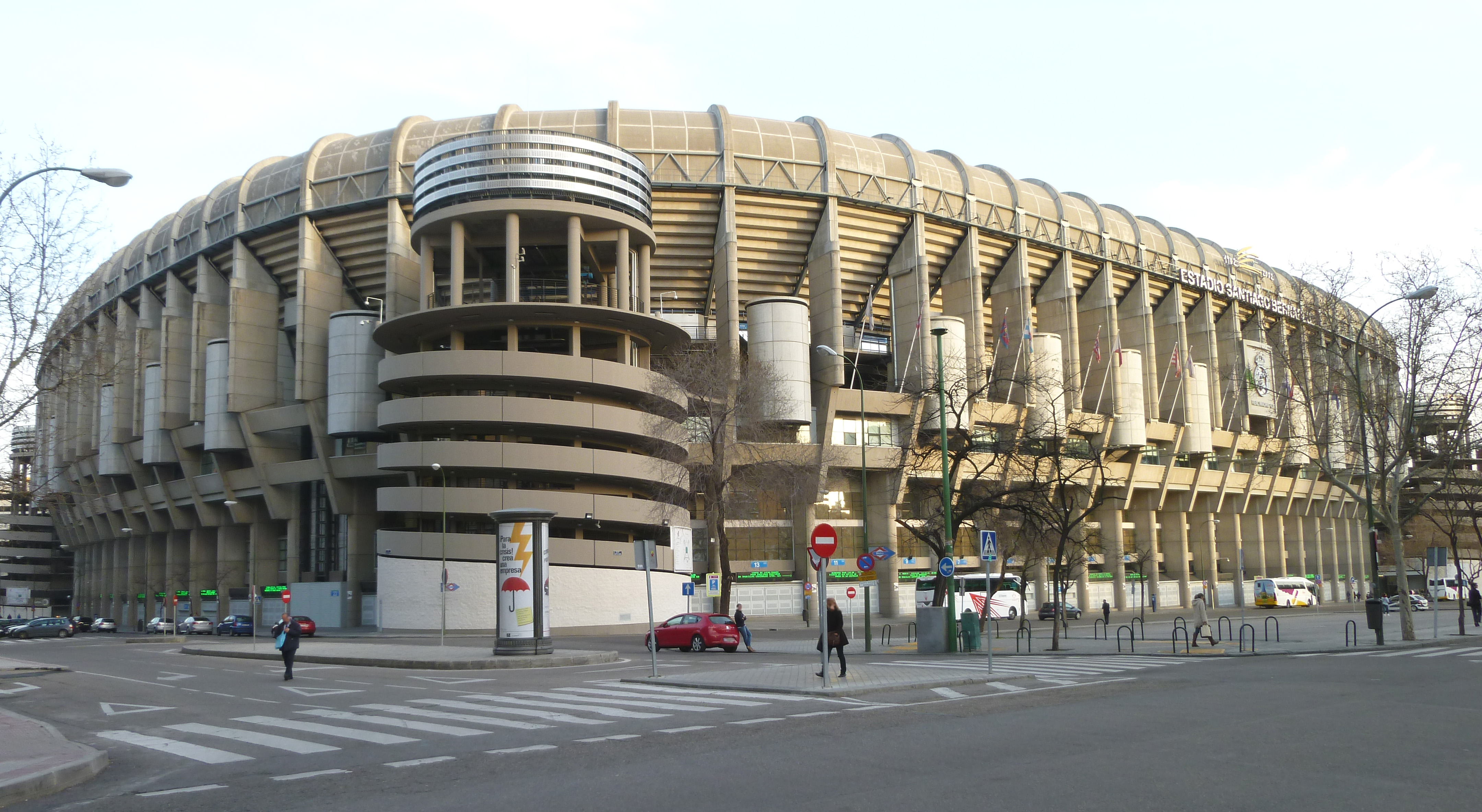
圣地亚哥·伯纳乌球场被公認為西班牙最重要的體育場之一

西班牙是世界排名前列的體育大國，西班牙較受歡迎的體育項目包括足球、籃球、網球、自行車、手球、摩托車體育、水上體育、高爾夫、滑雪。西班牙也是1982年世界杯足球賽和1992年巴塞隆納奧運會的舉辦過。足球是西班牙的國球，西甲聯賽是世界水準最高的足球賽事之一，皇家馬德里和巴塞隆納都是世界頂級的足球俱樂部，在世界各地都有球迷。西班牙國家足球隊在2010年首次獲得世界杯足球賽冠軍。西班牙也是世界籃球強國，西班牙的籃球聯賽被認為是世界排名第二的籃球聯賽。西班牙也是網球強國，特別是在紅土場地有上佳的表現。西班牙的高爾夫球也有一定實力，現在世界排名最高的西班牙人高爾夫球手是塞爾希奧·加西亞